# Сан Хуан (округ Стар, Тексас)
Сан Хуан (енгл. San Juan, Starr County) насељено је место без административног статуса у америчкој савезној држави Тексас.

## Демографија
По попису из 2010. године број становника је 129.
| Група             | 2000.    | 2010.       |
| Белци             | 0 (0,0%) | 15 (11,6%)  |
| Афроамериканци    | 0 (0,0%) | 0 (0,0%)    |
| Азијати           | 0 (0,0%) | 2 (1,6%)    |
| Хиспаноамериканци | 0 (0,0%) | 114 (88,4%) |
| Укупно            | 0        | 129         |